# 夢か なう
『夢か　なう』（ゆめか　なう）は、2010年7月5日から同年8月23日まで中京テレビの月☆パラ枠で放送されていたドキュメントバラエティ番組。放送時間は毎週月曜 00:59 - 01:29 (JST)。

## 概要
金無し、コネ無し、実績なし・・・。
崖っぷちモデル3人がTwitterを使って｢写真集」発売にたどり着く。
2ヵ月間のチャレンジ生活を完全ドキュメント。

## 出演者

### Navigator
オリエンタルラジオ
- 中田敦彦
- 藤森慎吾

### モデル
- 和合麻美
- 今枝優稀
- ERIKA

## スタッフ
- 制作協力 - 中京テレビ映像企画
- 和合麻美担当ディレクター - 伊藤正則
- ERIKA担当ディレクター - 沼田友宏
- 今枝優稀担当ディレクター - 加藤紗弓
- 演出 - 平田明久
- プロデューサー - 沢田正春
- 製作著作 - 中京テレビ